# Apache (misil)
El Arme Planante À Charges Éjectables o Apache ( /əˈpætʃi/, francés: [apaʃ] ) es un misil de crucero antipista lanzado desde el aire y desarrollado en Francia fabricado por MBDA France. El misil SCALP EG se basa en él, con una aerodinámica y un sigilo similares. Sin embargo, este último tiene un sistema de propulsión diferente y lleva una única ojiva de alta penetración en lugar de las submuniciones de racimo del Apache. 